# Ósemka (jaskinia)
Ósemka – jaskinia, a właściwie schronisko, w Dolinie Kościeliskiej w Tatrach Zachodnich. Ma dwa otwory wejściowe położone w środkowej części Wąwozu Kraków, niedaleko Rynku, w pobliżu Jaskini Dwuotworowej Krakowskiej, na wysokościach 1239 i 1240 metrów n.p.m. Długość jaskini wynosi 5 metrów, a jej deniwelacja 4 metry.

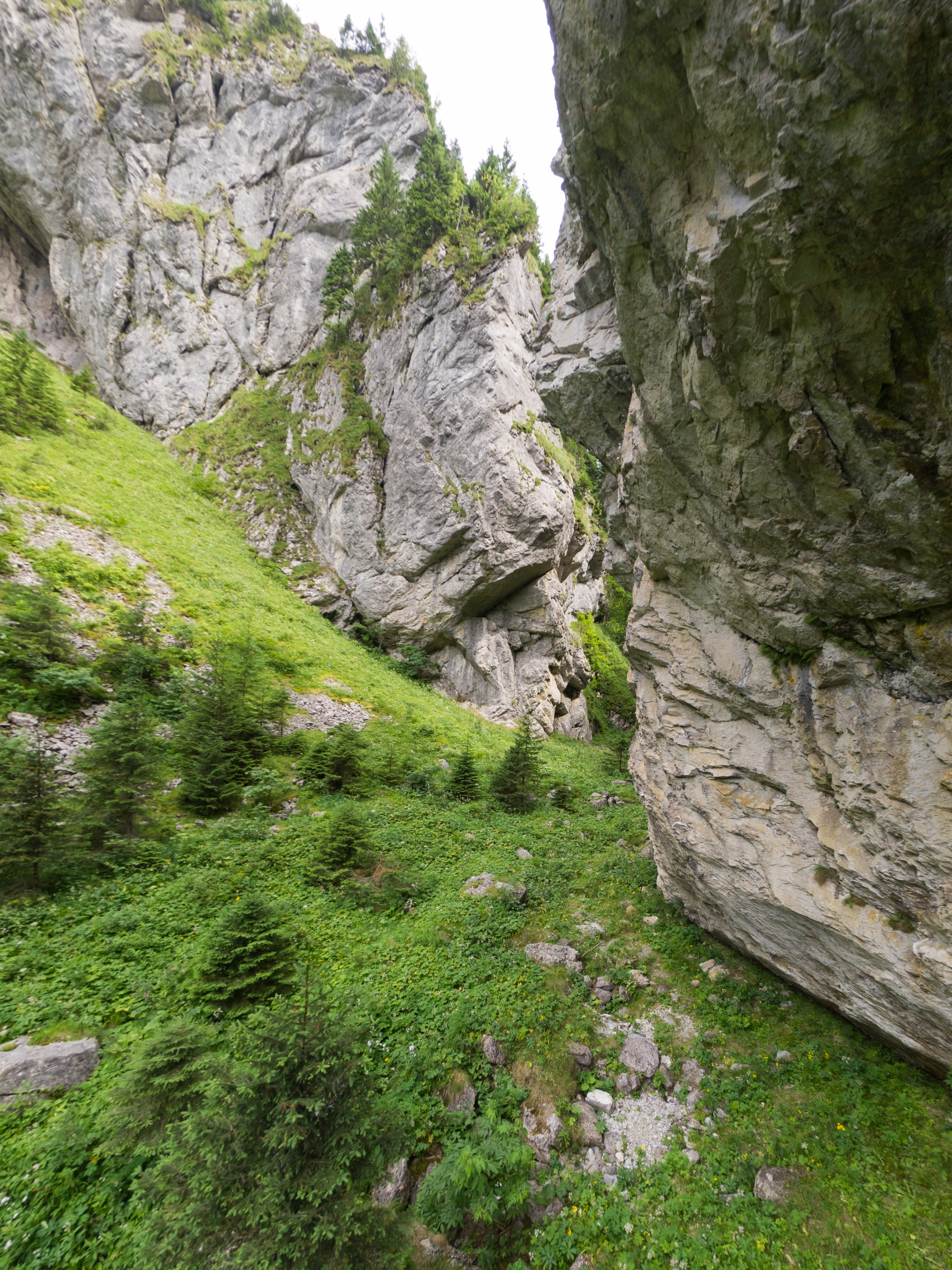
Rynek w Wąwozie Kraków

## Opis jaskini
Jaskinię stanowi wysoki, szczelinowy, idący do góry korytarz łączący owalny otwór dolny z okapem ze szczelinowym otworem górnym.

## Przyroda
W jaskini brak jest nacieków. Ściany są mokre, rosną na nich mchy, porosty i paprocie.

## Historia odkryć
Jaskinia była prawdopodobnie znana od dawna. Jednak pierwszą wzmiankę o niej opublikował Z. Wójcik dopiero w 1966 roku. Plan i opis jaskini sporządził M. Burkacki przy pomocy R.M. Kardasia i Marii Lasoty w 1977 roku.